# Gotiska runinskrifter

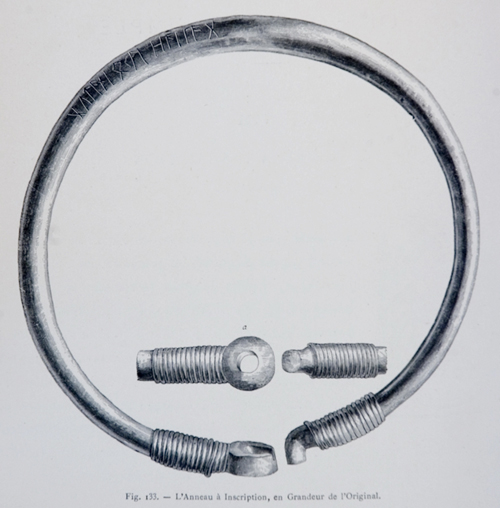
Pietroassaringen

Gotiska runinskrifter är runinskrifter författade på gotiska med hjälp av den äldre futharken. Mycket få sådana har hittats i de områden där goter (Wielbarkkulturen etc.) bosatte sig. Detta beror troligen på att goterna tidigt kristnades och anammade det gotiska alfabetet i mitten av 300-talet e.Kr.
Det finns runt ett dussin kandiderande gotiska runinskrifter, men bara tre av dem är allmänt accepterade som sådana: Pietroassaringen, en del av en större guldskatt som hittades i rumänska Karpaterna och som bär en votivinskrift, samt två spjutspetsar som bär inskrifter som troligen är respektive vapens namn. En spjutspets hittades i Ukraina, och den andra i östra Tyskland, nära Oder.

## Pietroassaringen
En halsring av guld hittades 1837 i Pietroassa (recte Pietroasa, nordvästra Rumänien, drygt 50 kilometer söder om Satu Mare), och dateras till ca. 400 e.Kr. Halsringen har en runinskrift bestående av 15 runor. Ringen stals 1875, och delades i två delar av en guldsmed från Bukarest. Ringen hittades igen, men den 7:e runan blev oläslig:
gutani [?] wi hailag (ᚷᚢᛏᚨᚾᛁ [?] ᚹᛁ ᚺᚨᛁᛚᚨᚷ).
De avbildningar av ringen som härstammar från innan 1875 visar att den förstörda runan bör läsas o: gutaniowi hailag (ᚷᚢᛏᚨᚾᛁᛟᚹᛁ ᚺᚨᛁᛚᚨᚷ), tolkat som gutanio wi hailag "helig för de gotiska kvinnorna", gutan-iowi hailag "helig för goternas Jupiter", eller gutani o[thala] hailag  "heligt gotiskt arv".
Huruvida den 7:e runan verkligen är o (ᛟ) har sedan dess ifrågasatts, men ett fotografi som togs för London's Arundel Society strax innan ringen stals bevisar tydligt att den förstörda runan skall läsas som o (ᛟ). Hur gutanio skall tolkas är dock fortfarande omdebatterat.

## Spjutspetsen från Kowel

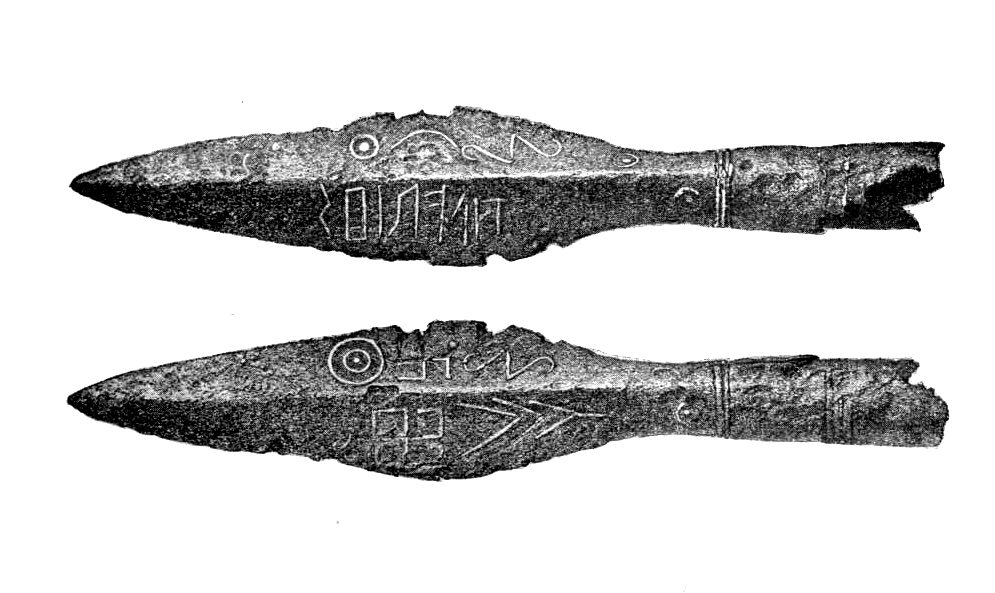
Spjutspetsen från Kowel.

Spjut-, eller lansspetsen från Kowel, hittades 1858 i Suszyczno, 30 km från Kowel, Ukraina, dateras till tidigt 200-tal.
Spjutspetsen mäter 15,5 cm med en maximal bredd på 3,0 cm. Båda sidor av spjutspetsen har inlägg av silver. Inskriften löper tydligt från höger till vänster och läses tilarids, tolkat som "angriparen/den som far mot målet". Runorna för t och d ligger närmare formen för latinska bokstäver än den äldre futharken, (TᛁᛚᚨᚱᛁDᛊ) (eller TIᛚᚨRIDS eftersom i, r och s liknar både futharkens runor och latinska bokstäver).
Spjutspetsen visades 1880 i Berlin, och 1884 i Warszawa. Spjutspetsen stals av nazistiska arkeologer 1939 och försvann i slutet av andra världskriget.

## Spjutspetsen från Dahmsdorf-Müncheberg

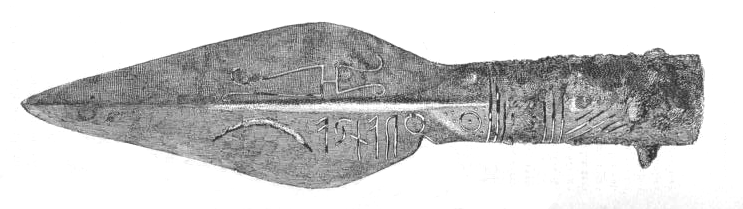
Spjutspetsen från Dahmsdorf-Müncheberg.

Spjut-, eller lansspetsen hittades i Dahmsdorf-Müncheberg, i Brandenburg mellan Berlin och Oder, och inskriften lyder ranja (ᚱᚨᚾᛃᚨ), vilket läses som Rannja och tolkas som "genomborraren".

## Sländtrissan från Letcani
Sländtrissan hittades i Letcani, Rumänien, och dateras till 300-talet e.Kr.:
adonsufhe :rango: (ᚨᛞᛟᚾᛊᚢᚠᚺᛖ ᛬ᚱᚨᚾᚷᛟ᛬)
Inskriften har tolkats av flera runologer. 
Strasser (1981) läser Idōns uft hēr Rangnō: "Idōs tråd [må rullas upp] här - [detta önskar] Rangnō". 
Seebold (1994) läser Iđōn sufnuē raþō, vilket översätts "Må [sländan] röra sig snabbt för Iđō".
Looijenga (2003) ger ett flertal möjliga läsningar: ra(ng)ō (A)dōns uf (he)[r], vilket hon översätter "Adōs ring (=sländtrissan) [är] här nere", rā(w)o (A)dōns suf(he): "för Adōs viloplats - må (hon) sova", a(w)ō (A)dōns uf (he)r: "Adōs mormor/farmor är här nere" .
Mees (2003) erbjuder läsningen Ra(þ)ō Adōns uf (hlǣ), vilket han översätter "Raþō (=den lätta, kvicka, livliga), Adōs [dotter], under begravningsplatsen"

## Silverspännet från Szabadbattyán
Silverspännet hittades i Szabadbattyán, Ungern och är daterad till tidigt 400-tal e.Kr.
mar(0-1?)ŋ | s(1-2?) | 
Krause och Agrell (1934, 1938) läser Mār[i]ng s[egun] (d)[eda], vilket tolkas som "Māring välsignar".
Grønvik (1985) läser Mārings (1Z): "av Māring".
Looijenga (2003) läser Mar[i]ngs (1Z): "Märingar".